# Raymond Rouleau
Raymond Rouleau, pseudonimo di Edgar Rouleau (Bruxelles, 4 giugno 1904 – Parigi, 11 dicembre 1981), è stato un regista e attore belga.

## Biografia
Dopo aver studiato al Conservatorio reale di Bruxelles, Raymond Rouleau si trasferì a Parigi e lavorò in particolare con Antonin Artaud e Charles Dullin. Negli anni '30, si dedicò al cinema e lavorò con Marc Allégret e Georg Wilhelm Pabst.
Il 24 maggio 1940 fu arruolato come volontario in guerra e fu assegnato alle sezioni sanitarie al fronte il 30 maggio dello stesso anno. Ricevette la Croix de guerre - citazione del 29 giugno 1940 - e la medaglia d'onore per i volontari. Fu tenuto prigioniero da luglio a settembre 1940. 
Con Jean-Louis Barrault e Julien Bertheau, fu cofondatore dell'École du Comédien (1942-1944). 
Dal 1944 al 1951, diresse il Théâtre de l'Oeuvre con Lucien Beer. Sarà il primo grande attore a vedere l'illustre carriera del dialoghista Michel Audiard iniziare nel cinema, dal momento che interpreterà il ruolo dello scintillante giornalista Georges Masse in Mission à Tanger, nel 1949, Méfiez-vous des blondes, nel 1951 e Massacre en dentelles, nel 1952, tutti realizzati per la regia di André Hunebelle.
Nel 1958 fondò il "Nouveau Cartel" con André Barsacq, Jean Mercure e Jean-Louis Barrault. 
Nel 1968 diresse per la Rai l'Orfeo di Monteverdi, da Palazzo Te di Mantova, con la regia televisiva di Fernanda Turvani.

## Filmografia

### Regia e Sceneggiatura

#### Cinema
- Suzanne (1932)
- Une vie perdue, coregista Alexandre Esway (1933)
- Rose (1936)
- Trois... six... neuf (Trois, six, neuf) (1937)
- Il messaggio (Le Messager) (1937)
- Le Couple idéal (coregista Bernard-Roland) (1946)
- Le vergini di Salem (Les Sorcières de Salem) (1957)
- Les Amants de Teruel (1962)

#### Televisione
- Hedda Gabler (1967)
- Orfeo di Claudio Monteverdi (1968), messa in scena per la RAI nel Palazzo Te di Mantova, scene di Giuliano Tullio e Pierluigi Samaritani, regia televisiva di Fernanda Turvani
- Ruy Blas (1972) di Victor Hugo, messo in scena da Raymond Rouleau per la Comédie-Française
- Hernani (1974), dall'opera di Victor Hugo, film teatro, messo in scena da Robert Hossein
- Le Tour d'écrou (1974), da Henry James
- Ondine (1975) di Jean Giraudoux, messo in scena da Raymond Rouleau per la Comédie-Française
- Le Destin de Priscilla Davies (1979), da Dans la cage di Henry James

### Attore
- L'Argent (1928) di Marcel L'Herbier - Jantron
- Autour de l'argent (1929) di Jean Dréville - cortometraggio-documentario (40 min)
- Ce soir à huit heures (1930) di Pierre Charbonnier - cortometraggio
- Une idylle à la plage (1931) di Henri Storck - cortometraggio
- Suzanne (1932) di Léo Joannon e Raymond Rouleau
- La Femme nue (1932) di Jean-Paul Paulin - Pierre Bernier
- Le Jugement de minuit (1932) d'Alexander Esway e André Charlot
- Une vie perdue (1933) di Raymond Rouleau e Alexandre Esway
- Volga en flammes (1933) di Victor Tourjansky con Danielle Darrieux
- Vers l'abîme (1934) di Hans Steinhoff e Serge Veber - Rist
- Les Beaux Jours (1935) di Marc Allégret
- Donogoo (1936) di Reinhold Schünzel e Henri Chomette
- Le cœur dispose (1936) di Georges Lacombe
- L'Affaire Lafarge (1937) di Pierre Chenal - Maître Lachand
- Conflit (1938) di Léonide Moguy - Michel Lafont
- Le Drame de Shanghaï (1938) di Georg Wilhelm Pabst con Louis Jouvet
- Coups de feu (1939) di René Barberis
- Le Duel (1939) de Pierre Fresnay
- Documents secrets (1940) de Léo Joannon
- Due donne innamorate (Premier bal), regia di Christian-Jaque (1941)
- Mam'zelle Bonaparte (1941) di Maurice Tourneur
- L'assassinio di Papà Natale (L'assassinat du Père Noël), regia di Christian-Jaque (1941)
- La Femme que j'ai le plus aimée (1942) di Robert Vernay
- Dernier Atout (1942) di Jacques Becker
- L'Honorable Catherine (1942) di Marcel L'Herbier
- Etoiles de demain (1942) di René Guy-Grand - cortometraggio, documentario
- Le Secret de Madame Clapain (1943) di André Berthomieu
- Monsieur des Lourdines (1943) di Pierre de Hérain
- L'aventure est au coin de la rue (1943) di Jacques Daniel-Norman
- Falbalas (1944) di Jacques Becker
- Le Couple idéal (1945) di Bernard-Roland
- Dernier Refuge (1946) di Marc Maurette
- Vertiges (1947) di Richard Pottier
- L'aventure commence demain (1947) di Richard Pottier con Isa Miranda
- Une grande fille toute simple (1947) di Jacques Manuel
- L'Inconnu d'un soir (1949) di Max Neufeld et Hervé Bromberger
- Mission à Tanger (1949) di André Hunebelle
- Les femmes sont folles (1950) di Gilles Grangier
- Méfiez-vous des blondes (1950) di André Hunebelle
- Ma femme est formidable (1951) di André Hunebelle
- Vedettes sans maquillage (1951) di Jacques Guillon - cortometraggio (27 min)
- Devoirs de vacances (1951) di Jean-Jacques Delafosse - cortometraggio (15 min)
- Tapage nocturne de Marc-Gilbert Sauvajon (1951)
- Saint-Tropez, devoir de vacances (1952) di Paul Paviot - cortometraggio (23 min)
- Massacre en dentelles (1952) di André Hunebelle
- Brelan d'as (1952) di Henri Verneuil
- È mezzanotte, Dottor Schweitzer (Il est minuit, Docteur Schweitzer) (1952) d'André Haguet
- Les Intrigantes (1954) di Henri Decoin
- Une fille épatante (1956)  Raoul André
- Le vergini di Salem (Les Sorcières de Salem) (1957) di Raymond Rouleau
- Le Fric (1958) di Maurice Cloche
- La Cité de l'indicible peur (1964) di Jean-Pierre Mocky
- Deux heures à tuer (1965) di Yvan Govar

## Teatrografia

### Autore
- L'Admirable Visite (1929) di Raymond Rouleau, adattamento di Charles Dullin, Théâtre de l'Œuvre

### Adattamenti
- Virage Dangereux (1939) di John Boynton Priestley, Théâtre de l'Œuvre
- Les Jours de notre vie (1941) di Andreïev
- Anna Karénine (1952) di Tolstoj al Théâtre de la Renaissance
- La Descente d'Orphée (1959) di Tennessee Williams al Théâtre de l'Athénée
- Thérèse Raquin (1981) Émile Zola al TBB Théâtre de Boulogne Billancourt

### Commedia
- Amitié (1931) di Michel Duran, Théâtre du Marais Bruxelles
- Les Indifférents (1937) di Alberto Moravia, Théâtre de l'Œuvre
- L'Opéra de quat'sous (1937) di Bertolt Brecht, diretto da Francesco von Mendelssohn, Raymond Rouleau, Théâtre de l'Étoile
- Virage dangereux (1938) di John Boynton Priestley, Théâtre Pigalle
- Le Loup-Garou (1940) di Roger Vitrac,  Théâtre des Noctambules
- Virage dangereux (1944) di John Boynton Priestley, Théâtre de l'Œuvre
- Virage dangereux (1947) di John Boynton Priestley, Théâtre de Paris
- Rue des anges (1947) di Patrick Hamilton, adaptation Louis Verneuil, Théâtre de Paris
- Le Voleur d'enfants (1948) di Jules Supervielle, Théâtre de l'Œuvre
- Le Sourire de la Joconde (1949) di Aldous Huxley, Théâtre de l'Œuvre
- La neige était sale (1950) di Frédéric Dard d'après Georges Simenon, Théâtre de l'Œuvre
- Pour le meilleur et le pire (1955) di Clifford Odets, Théâtre des Mathurins
- Virage dangereux (1958) di John Boynton Priestley, Théâtre Edouard VII, Théâtre Michel
- Les Papiers d'Aspern (1961) di Michael Redgrave da Henry James, adattamento Marguerite Duras, Robert Antelme, direzione artistica Raymond Rouleau, Théâtre des Mathurins
- Le Fil rouge (1963) di Henry Denker, Théâtre du Gymnase
- Hier à Andersonville (1966) d'Alexandre Rivemale, Théâtre de Paris
- Dialogues d'exilés (1968) di Bertolt Brecht,  messa in scena di Tania Balachova, Théâtre des Mathurins